# جاده ئی۶۱۲ اروپا

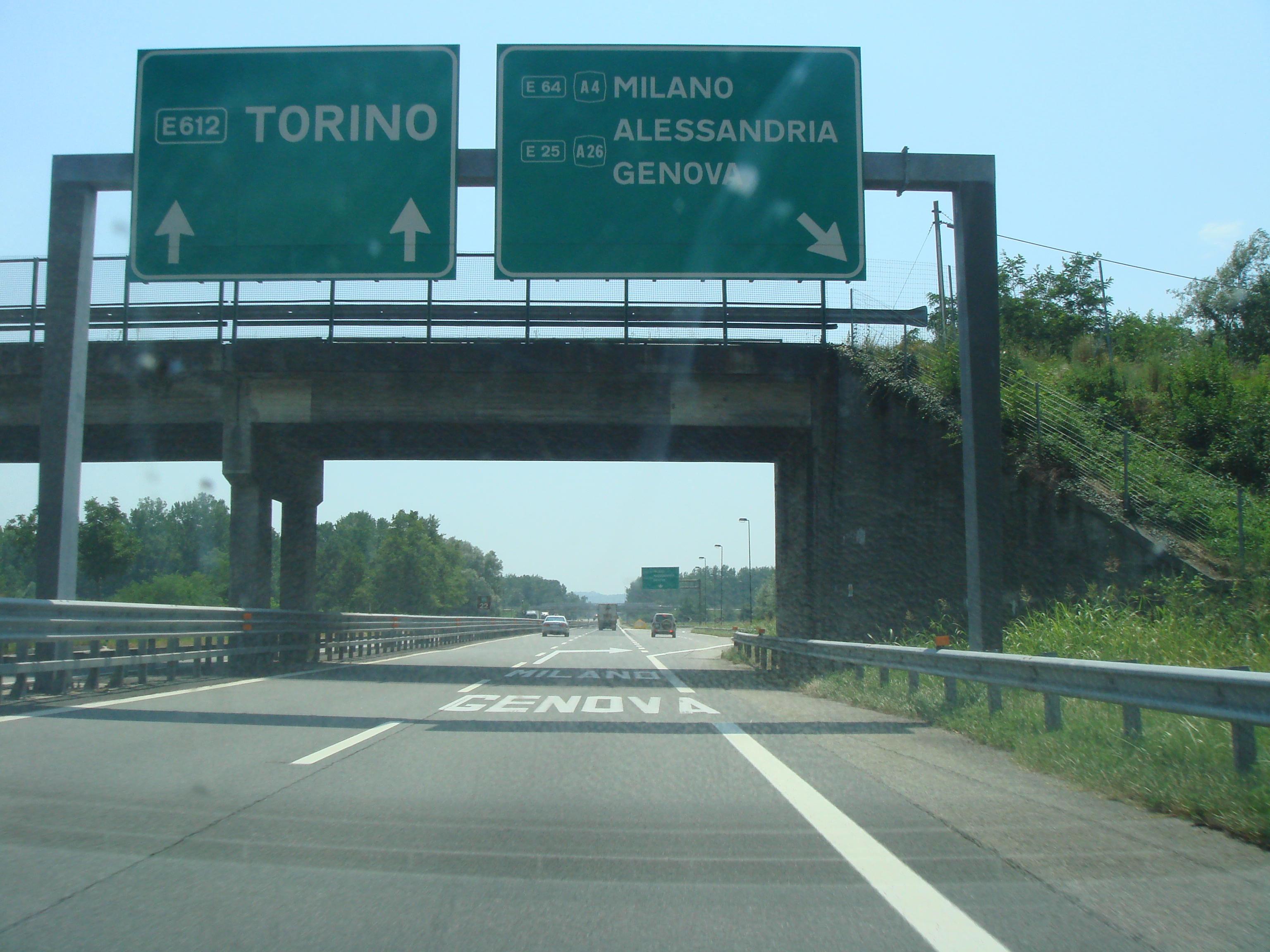

جاده ئی۶۱۲ اروپا (به انگلیسی: European route E612) یکی از جاده‌های درجه ۲ قاره اروپا است.
این جاده که در کشور ایتالیا قرار دارد از شهر ایوریا شروع شده و در شهر تورین به پایان می‌رسد.